# 三田モードビジネス専門学校
三田モードビジネス専門学校（さんだもーどびじねすせんもんがっこう）とは、兵庫県三田市に本拠地を置く専門学校。設置者は、学校法人谷郷学園。
向陽台高等学校（大阪府茨木市）の技能連携校。

## 概要
専門課程、高等課程（全日制 普通科）を持つ。
高等課程の全日制普通科は、コンピュータビジネスコースとファッションコースでクラス分けされる。国語や数学などの普通科目とともに、専門性の高い授業として、ビジネスコースは情報処理や簿記等の商業系の科目、ファッションコースはファッション造形やフードデザイン、保育等の授業が組まれる。これにより、高校卒業資格と専門学校の卒業資格を得ることができる。
専門学校や大学の推薦入学を利用できるほか、就職のサポートもおこなっている。

## 沿革
- 1940年 - 財団法人　三田産業研究所創立
- 1948年 - 三田家政女学院へ校名変更
- 1977年 - 三田女子学院へ校名変更
- 1981年 - 専修学校　三田女子専門学校となる
- 1987年 - 高等課程大学入学資格付与、無料職業紹介指定校となる
- 1993年 - 学校法人谷郷学園　三田モードビジネス専門学校 となる。 また、高等課程について、向陽台高等学校（大阪府茨木市）と技能連携を始める。

同時に、男女共学となる
- 1998年 - 週5日制の授業とし、ゆとりある教育課程を実施
- 1999年 - 新校舎およびセミナーハウス完成
- 2000年 - 別科制度として向陽台高等学校　通信制課程を設置する
- 2001年 - 専門課程にモードビジネス科コンピュータOAビジネスコース設置
- 2006年 - 専門課程に産業情報科設置

## 設置学科
- 専門課程
- 高等課程
  - 全日制（学年制課程）
    - 普通科

## 交通アクセス
- 神戸電鉄 三田線もしくはJR宝塚線 三田駅から徒歩8分
- 神戸電鉄 三田線 三田本町駅から徒歩2分
- 神姫バス 三田本町 バス停から徒歩2分